# (17046) Kenway
(17046) Kenway (1999 FM33) – planetoida z pasa głównego asteroid okrążająca Słońce w ciągu 5,56 lat w średniej odległości 3,14 j.a. Odkryta 19 marca 1999 roku.